# Franz Kermer (Baumeister)
Franz Kermer (Nachname auch Kerner, Kherner, Körner; tschechisch František Kermer) (*  um 1710 in Saaz; † 1786 in Königgrätz) war ein böhmischer Baumeister und Architekt. Er gehört zu den bedeutendsten ostböhmischen Barockbaumeistern in der Mitte des 18. Jahrhunderts.

## Werdegang
Kermer erhielt wahrscheinlich seine Ausbildung bei Josef Anton Gentsch in Saaz. Später orientierte er sich stark an dem Stil von Kilian Ignaz Dientzenhofer, mit dem er wahrscheinlich auch in Verbindung stand. Die von Kermer errichtete Kirche in Metličany wurde lange Zeit Dientzenhofer zugeschrieben. In Königgrätz war er als Stadtbaumeister tätig.

## Werke
- Kirche Jakobus des Älteren in Červený Kostelec (1744–1754), errichtet in Abwandlung der Pläne Dientzenhofers
- Kirche des hl. Veit in Častolovice (1763–1775)
- Kirche des hl. Andreas in Třebechovice pod Orebem (1767–1771)
- Kirche des hl. Jakobus in Metličany (1768–1775)
- Kirche des hl. Georg in Kostelec nad Orlicí (1768–1773)
- Kirche des hl. Antonius des Großen in Nový Hradec Králové (1769–1774)
- Kirche des hl. Nikolaus in Žiželeves (1769–1777)